# Kamettia caryophyllata
Kamettia caryophyllata là một loài thực vật có hoa trong họ La bố ma. Loài này được (Roxb.) Nicolson & Suresh mô tả khoa học đầu tiên năm 1986.

## Hình ảnh

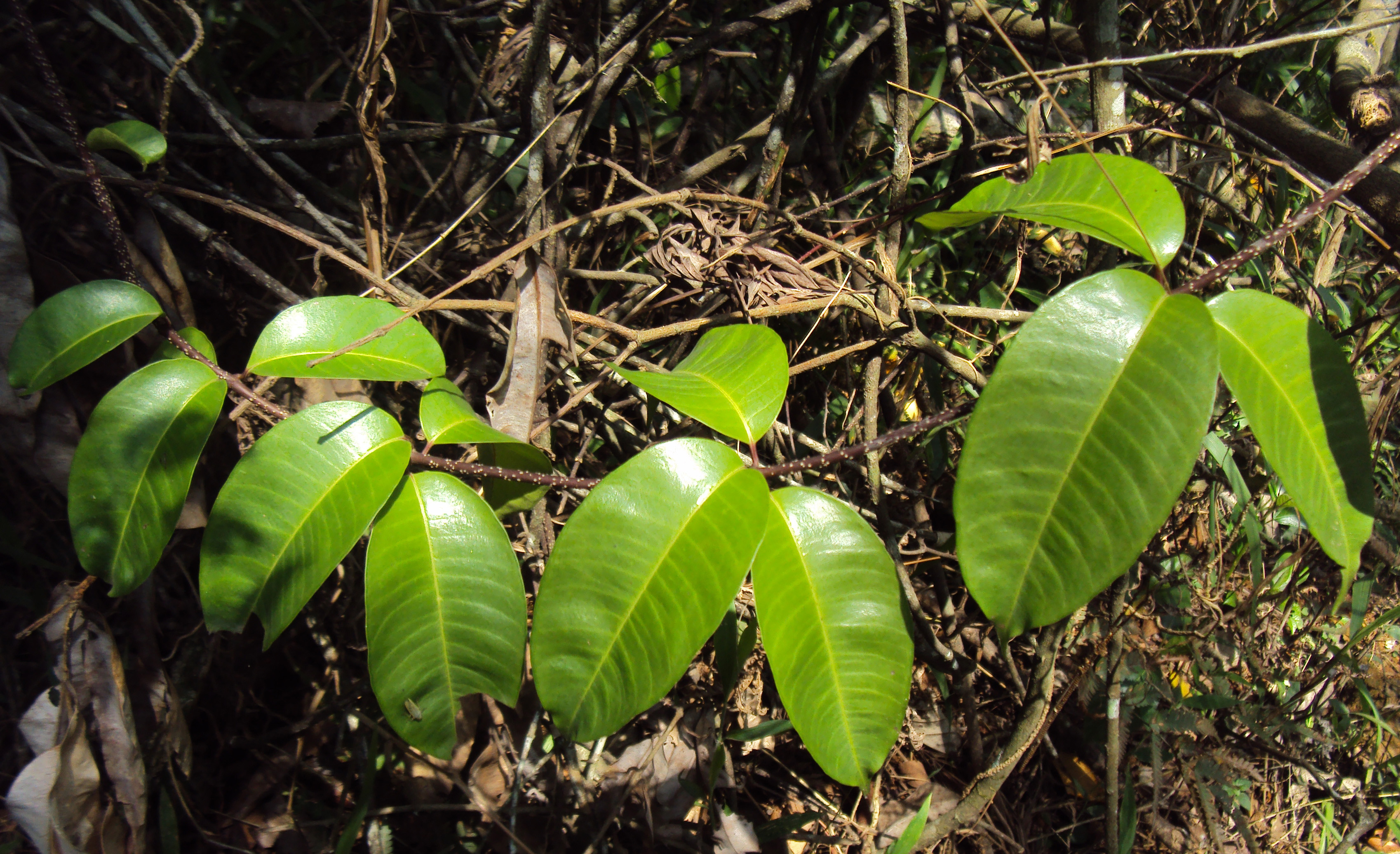
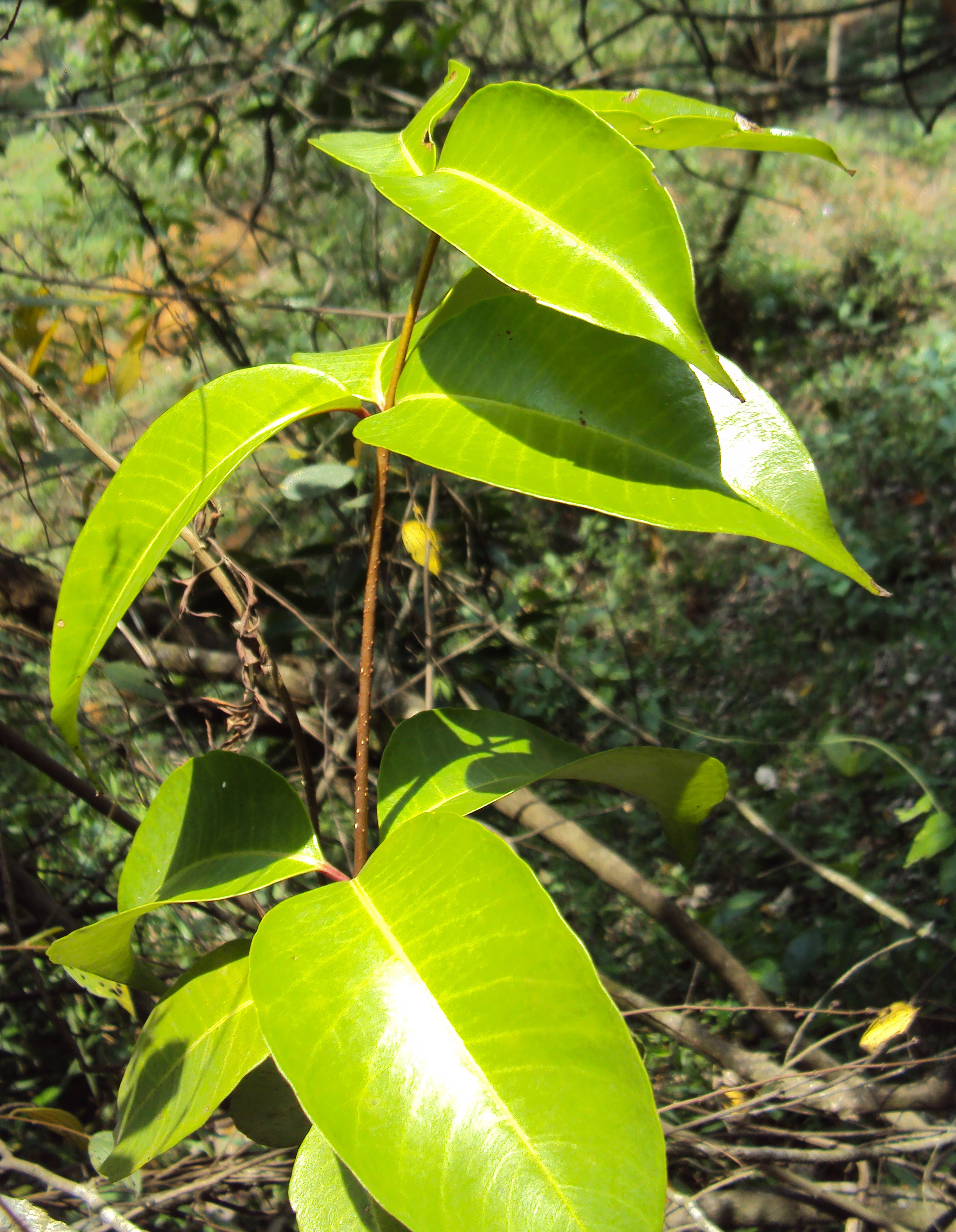
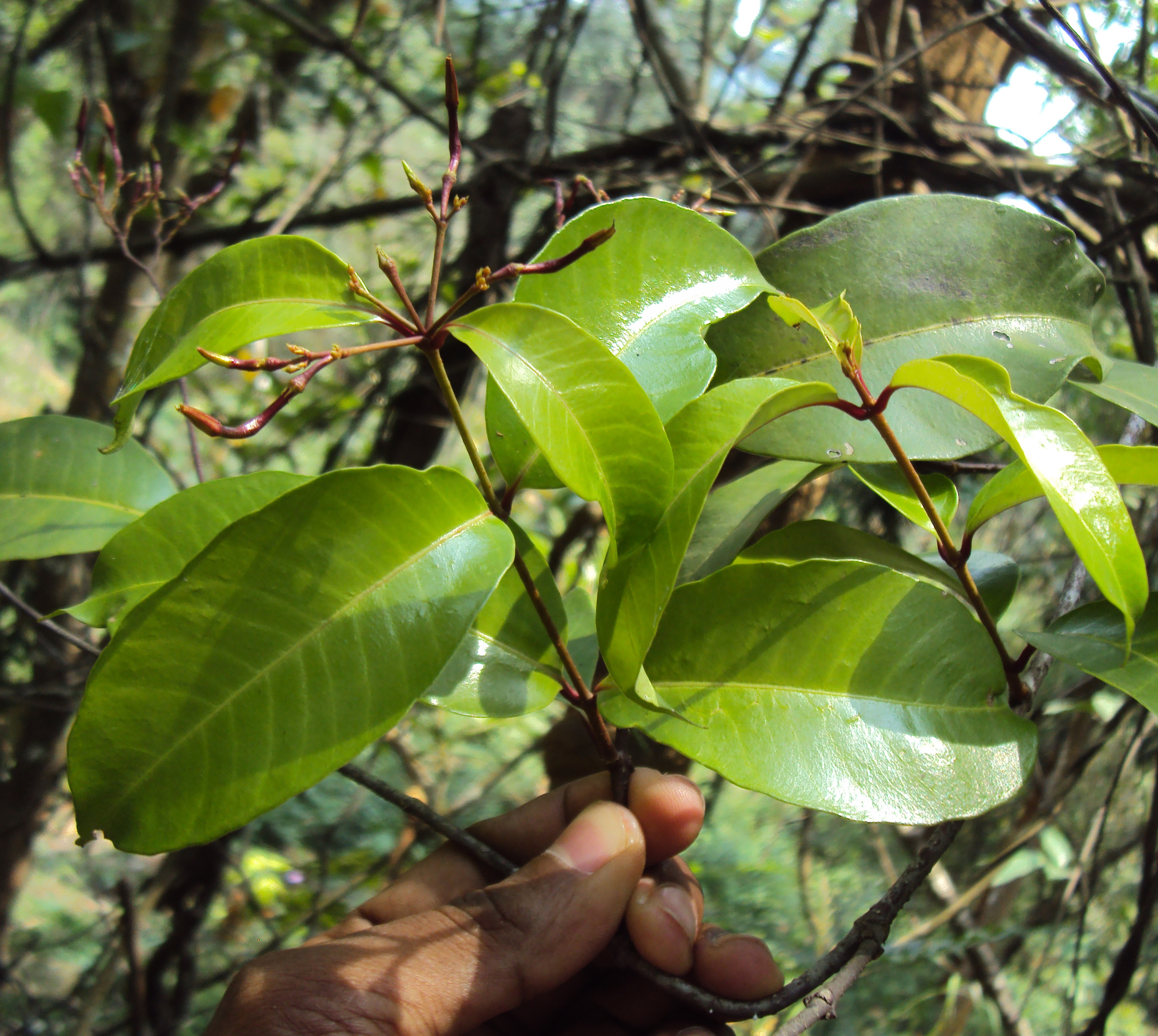
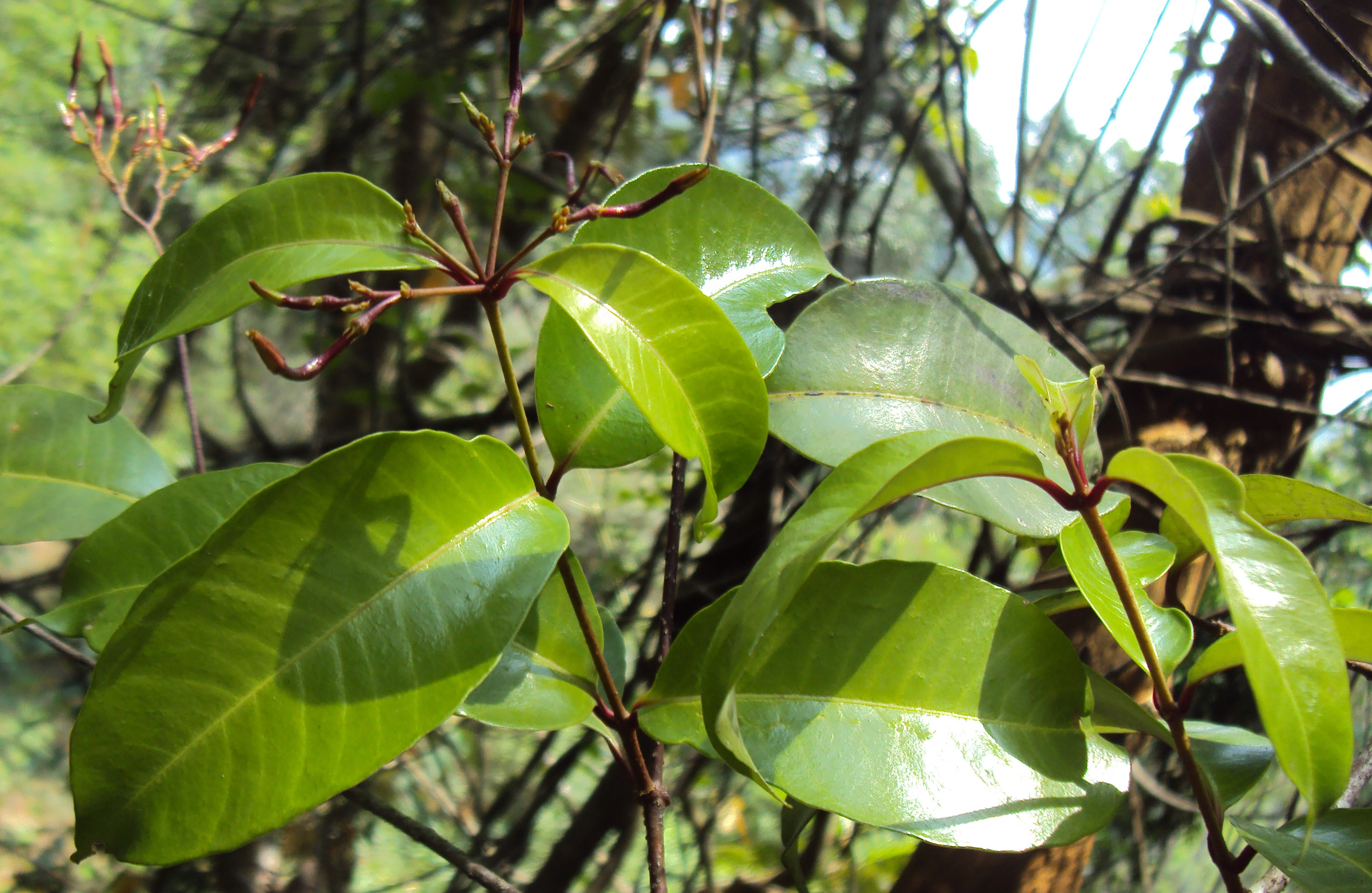